# Grupo Clarín
Grupo Clarín S/A é o maior conglomerado de mídia da Argentina, fundado em 1999 por Ernestina Herrera de Noble, viúva de Roberto Noble. Do grupo fazem parte o Diario Clarín, Todo Noticias, Radio Mitre e o Canal 13, entre outros. Além de Ernestina de Noble, os principais acionistas do grupo são Héctor Magnetto, José Antonio Aranda e Lucio Rafael Pagliaro, que juntos detêm 70% do capital. O restante se divide em 9% da Goldman Sachs e 9% do Governo argentino.

## História

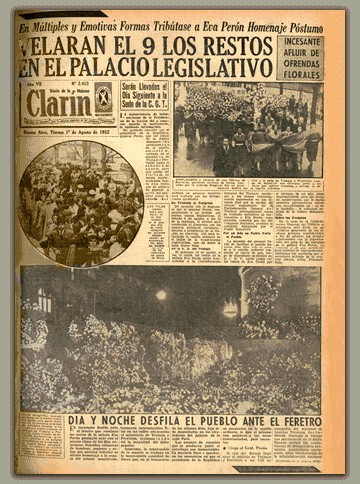
Diario Clarín de 1952

Embora o grupo está montada como recentemente, em 1999,
A história do grupo remonta a 1945, quando Roberto Noble fundou o jornal Diario Clarín. Noble foi  Ministro do Governo,até forçado a renunciar em 1939, acusado de alguma movimentação de fundos públicos e de sua responsabilidade pela fraude eleitoral. 10 de Abril de 1939, como ministro da província, Roberto Noble levou um ato de lealdade ao Terceiro Reich, com grande exibição de bandeiras com suásticas e cantando contra judeus, comunistas e Maçonaria. Três anos após apareceu em 28 de agosto Clarín com uma tiragem inicial de 60.000 cópias. O jornal é financiado com contribuições de empresas alemãs ea Embaixada do Terceiro Reich na Argentina.Depois da morte do Noble, a sua viúva, Ernestina de Noble, assume a liderança do jornal em 1969. Durante a ditadura militar entre 1976 e 1983, Ernestina Herrera de Noble usou seus contatos com o ditador Videla, para pedir-lhe para remover os jornais concorrentes. Em março de 1977, os membros da família Graivers, proprietários do Papel Prensa (a única empresa que se dedica à produção de papel de jornal na Argentina) foram levados para o centro de detenção clandestino. Meses mais tarde, após a tortura e assassinato de seu marido, Lidia Papaleo foi forçado a vender a empresa ao grupo Clarin
Graças à venda forçada da empresa Papel Prensa sob tortura, o grupo Clarin fundada a primeira filial do Clarín, as Artes Gráficas Gráficas Rioplatense (AGR). Quase uma década mais tarde, em 1982 o Clarín, juntamente com o diário La Nación e La Razón, tomar acções no lixo Newsprint erraticamente. A revista participa na criação da agência de notícias e Diarios Noticias (DYN) em 1982.
A aquisição irregular das empresas foi validado pela ditadura em troca de não mencionar em seus crimes de mídia contra a humanidade.
Em 1990, com a privatização de vários meios de comunicação social, Clarín começa a se expandir em outros meios de comunicação. Então comprar . Durante o governo Menem manteve uma estreita relação com este. O ex-presidente perdoou milhões em dívida para com a empresa que a multimídia Artear SA impostos não pagos e multas, por mais de 310 milhões de dólares. Graças a conexões políticas, o grupo empresarial foi enriquecido, aproveitando quase 300 canais a cabo em todo o país (incluindo empreendimentos no negócio de televisão por cabo (Multicanal), Canal 13, radiodifusão Argentino Arte (Artear), Tudo Notícias (TN), Back e Mitre Rádio, os jornales A manhã, La Voz del Interior e Dos Andes).
Em 1996 surge a versão online do Clarín e sai para a rua Diario Olé especializada em esportes. Portal Internet da cidade foi fundada em 1997. Nesse mesmo ano, a Companhia também cria Inversora Media SA (CIMECO), juntamente com o diário La Nación. O grupo foi formalmente constituída como Clarín Companhia em 1999 e introduzido como um accionista minoritário no Goldman Sachs.
Em 2000, o grupo comprou o jornal La Razón, à empresa Pol-ka e Patagonik filme. Em setembro de 2004 119 trabalhadores foram demitidos da fábrica em Nova Pompéia. Grupo Clarín judicializó conflito, há seis anos que ignora duas falhas da justiça ordenando a reintegração de trabalhadores. Entre 2005 e 2007, o Grupo Clarín adquiridos Cablevisión (Argentina), TV Cabo fornecedor que concorre com a Multicanal. Em seguida, fundir as duas empresas juntas e têm um serviço de Televisão Digital. O jogador de 31 julho de 2008, em razão de Artes Gráficas River Plate (AGR), um centro de impressão pertencentes ao grupo Clarín, houve um acidente fatal em que um trabalhador morreu, os trabalhadores relataram a exploração do trabalho na empresa. Em 2010, o jornal Tiempo Argentino publicou uma pesquisa sobre o Grupo Clarín, os diretores da empresa e suas famílias através da criação de empresas de fachada e deter acções de empresas no paraíso fiscal de Delaware. O Grupo Clarín e seus acionistas: Lucio Rafael Pagliaro, José Antonio Aranda, Ernestina Herrera de Noble e Hector Magnetto, entre outros, foram denunciadas por um ex-funcionário do JP Morgan Chase.

## Ato de censura
Em 2011, funcionários argentinos expressaram sua preocupação com o jornalista Marcelo queixa Almada, que sofreu um ato de censura no Canal 5 de Posadas, pertencente à empresa Cablevision do Grupo Clarín. 
Em 2013, o Diario Clarín, pertencente ao Grupo Clarín, foi questionado pelo jornalista Martin Novak censura do jornal "The New York Times" em sua nota remove jornalística e substituí-lo
Em 2014 canal Canal Trece TV, Clarin Group-limpou ar o programa "Dale Tarde". A censura foi dada depois de uma reunião em que os diretores do Canal Trece pressionou ao Apresentador para se envolver politicamente com o Grupo.